# Cyanocharax
Cyanocharax is een geslacht van straalvinnige vissen uit de familie van de karperzalmen (Characidae).

## Soorten
- Cyanocharax alegretensis Malabarba & Weitzman, 2003
- Cyanocharax dicropotamicus Malabarba & Weitzman, 2003
- Cyanocharax itaimbe Malabarba & Weitzman, 2003
- Cyanocharax lepiclastus Malabarba, Weitzman & Casciotta, 2003
- Cyanocharax tipiaia Malabarba & Weitzman, 2003
- Cyanocharax uruguayensis (Messner, 1962)